# Kadidiatou Diani
Kadidiatou Diani (født 1. april 1995) er en kvindelig fransk fodboldspiller, der spiller for for Paris Saint-Germain i Division 1 Féminine og Frankrigs kvindefodboldlandshold. Hun har oprindelig malisisk afstamning.
Hun fik landsholdsdebut Oktober 2014 og deltog også under Sommer-OL 2016 i Rio de Janeiro.

## Meritter
- SheBelieves Cup: Vinder 2017

## Landsholdstatistik
Oversigten er opdateret til og med 20. juni 2020

### Landskampmål
| # | Dato              | Lokation                                  | Modstander  | Score | Resultat | Turnering    |
| - | ----------------- | ----------------------------------------- | ----------- | ----- | -------- | ------------ |
| 1 | 22. november 2014 | Stade Francis Le Basser, Laval, Frankrig  | New Zealand | 2–0   | 2–1      | Venskabskamp |
| 2 | 16. juli 2017     | Stade Sébastien Charléty, Paris, Frankrig | Kina        | 1–0   | 3–0      | Venskabskamp |